# Tjörns härad
Tjörns härad var ett härad i mellersta Bohuslän som motsvaras av nuvarande Tjörns kommun. Häradets areal uppgick 1927 till 159,66 kvadratkilometer varav 195,46 land. Tingsställe var från 1686 Svanesund i Långelanda socken i Orusts östra härad, och från 1912 Varekil i Stala socken, också i Orust östra härad, till det 1962 flyttades till Stenungsund.

## Namnet
Namnet skrevs på 1100-talet Þjórnar och 1320 j Þiorn. Det tros vara bildat av stammen þjór eller þjūur som stod för "bergshöjd" och tros syfta på "den av berg uppfyllda ön".

## Socknar
- Klädesholmen
- Klövedal
- Rönnäng
- Stenkyrka
- Valla

## Geografi
Häradet omfattade ön Tjörn samt omkringliggande öar. Kustlinjen är uppskuren av de vida vikarna Breviks kile på västsidan och Svanviks kile på östsidan. Bergen är kala eller delvis ljungklädda medan dalarna ofta är lummiga med inslag av ädellövskog. Dalarna består till stor del av jordbruksmark. Kusten och skärgården består mest av kala klippor.
Den enda sätesgården i häradet var Sundsby säteri på ön Mjörn i Valla socken.

## Län, fögderier, domsagor, tingslag och tingsrätter
Häradet hör sedan 1998 till Västra Götalands län, innan dess från 1680 till Göteborgs och Bohus län, före 1700 benämnd Bohus län. Kyrkligt tillhör församlingarna Göteborgs stift
Häradets socknar hörde till följande fögderier:
- 1686-1945 Orusts och Tjörns fögderi
- 1946-1966 Inlands fögderi
- 1967-1990 Kungälvs fögderi

Häradets socknar tillhörde följande domsagor, tingslag och tingsrätter:
- 1681-1697 Tjörns tingslag i Orusts och Tjörns häraders domsaga
- 1698-1954 Orusts och Tjörns tingslag i
  - 1698-1856 Inlands Nordre, Inlands Fräkne, Orusts och Tjörns häraders domsaga
  - 1857-1954 Orusts och Tjörns domsaga
- 1955-1970 Orusts, Tjörns och Inlands tingslag i Orusts, Tjörns och Inlands domsaga

- 1971-2006 Stenungsunds tingsrätt och dess domsaga
- 2007- Uddevalla tingsrätt och dess domsaga